# انتفاضة

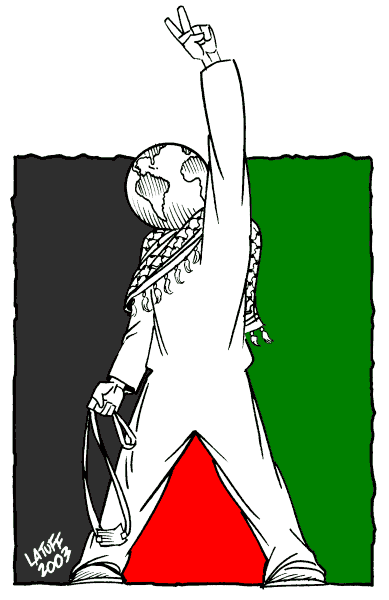

الانتفاضة هي حركة شعبية واسعة لمقاومة الاحتلال أو الظلم ، وقد اصطلح على تسمية الحركات الشعبية الفلسطينية المقاومة للاحتلال الإسرائيلي بالانتفاضة.

## الانتفاضة الفلسطينية
ينظر إلى تاريخ النضال الفلسطيني ضد الاحتلال الإسرائيلي على أنه يحتوي عدّة حركات انتفاضة شعبية:

### الانتفاضة الأولى
بدأت عام 1987، وبدأت بالهدوء في عام 1991 حتى انتهت رسميا في 1993 في أعقاب توقيع اتفاقية أوسلو.

### انتفاضة النفق
بدأت في عام 1996 سميت كذلك نسبة إلى نفق حفر تحت ساحة الحرم القدسي والمسجد الأقصى، وكان حفره من أسباب اندلاعها إضافة إلى النشاط الاستيطاني في منطقة جبل أبو غنيم